# 川乃璃子
川乃 璃子（かわの りこ、9月15日 - ）は、日本の女性声優。アクロスエンタテインメント所属。

## 人物
趣味・特技に寄生虫学、建物・景色撮影、コスメ集め、紅茶、魚の解剖。

## 出演
太字はメインキャラクター。

### テレビアニメ
- TO BE HERO X（2025年、受験生[2]）
- パズドラ（2025年、子供[3]）

### ゲーム
- モンスターストライク（2016年 - 2024年、ミヤビ[4]、コッコ[4]、カラミティ・ジェーン[4]、団子ちゃん[5]、ズー[4]、ハクビ[6]）
- ファイトリーグ（さきゅぱす、ノーラ）
- スマッシュ&マジック（エレノア、セフィーリア、アーヤ）

### 吹き替え

#### 映画
- 呪怨館（ヒラリー）
- ハッピー・デス・デイ 2U
- 魔界探偵ゴーゴリ（ダリンカ）

#### ドラマ
- アウトサイダー（マヤ）
- グッド・ファイト（ゴールディー 他）
- NCIS: ニューオーリンズ（姉）
- WRECK/レック（エイミー2）